# 3077 Henderson
3077 Henderson је астероид главног астероидног појаса са средњом удаљеношћу од Сунца која износи 2,240 астрономских јединица (АЈ).
Апсолутна магнитуда астероида је 12,7.